# Lista över fullmäktigeordförande i Stockholms stad

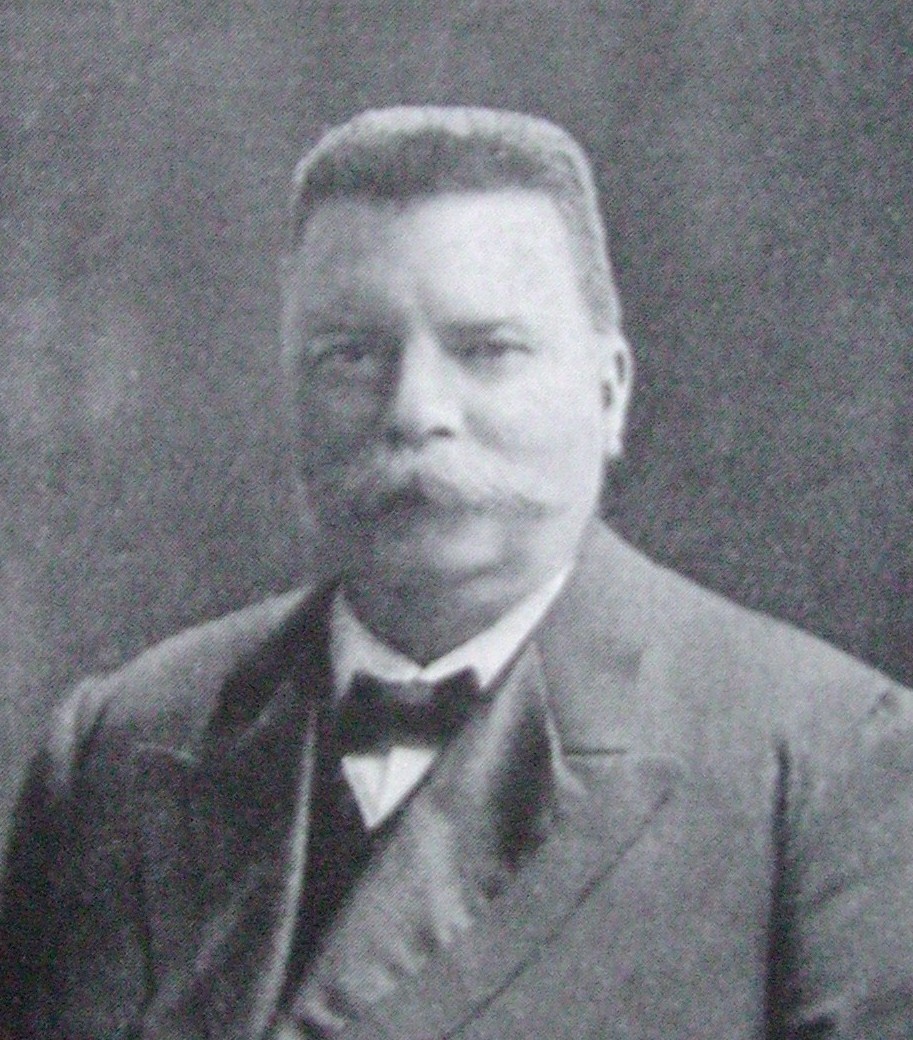
Sixten von Friesen, stadens förste ordförande.

Det här är en lista över ordförande i Stockholms stadsfullmäktige från 1904; från 1 oktober 1970 kallat Stockholms kommunfullmäktige. Fullmäktiges ordförande har vid sin sida en 1:e, och en 2:e vice ordförande.
Fram till 1904 fungerade överståthållaren som Stockholms stadsfullmäktiges ordförande, det var alltså i praktiken regeringen som utsåg stadsfullmäktiges ordförande eftersom överståthållaren var förordnad av Kungl. Maj:t. Därefter har Stockholms fullmäktige, precis som andra kommunfullmäktigeförsamlingar i riket, haft rätt att utse en av sina egna ledamöter till ordförande.

## Ordförande
- 1904–1915 Sixten von Friesen (liberal)
- 1915–1919 Johan Östberg (höger)
- 1919–1920 Gerhard Magnusson (s)
- 1920–1927 Allan Cederborg (liberal)
- 1927–1935 Knut Tengdahl (s)
- 1935–1938 Johan-Olov Johansson (s)
- 1938–1942 Fredrik Ström (s)
- 1942–1968 Carl Albert Anderson (s)
- 1968–1970 Eva Remens (fp)[1]
- 1970-1976 Ewald Johannesson (s)[2]
- 1976 Albert Aronson (s)
- 1976–1982 Rutger Palme (m)[3]
- 1982–1985 Annie Marie Sundbom (s)[4]
- 1985–1991 Lennart Lööf (s)[5]
- 1991-1994 Margareta Schwartz (m)
- 1995–1998 Ingemar Ingevik (s)[6]
- 1998–2002 Axel Wennerholm (m)
- 2002–2006 Barry Andersson (s)[7]
- 2006–2010 Bo Bladholm (m)
- 2010–2014 Margareta Björk (m)[8]
- 2014–2018 Eva-Louise Erlandsson Slorach (s)
- 2018–2022 Cecilia Brinck (m)
- 2022– Olle Burell (s)